# Aleksej Aleksejevič Brusilov
Aleksej Aleksejevič Brusilov (rusko Алексе́й Алексе́евич Бруси́лов), ruski general, * 19. avgust 1853, Tbilisi, Ruski imperij (danes Gruzija), † 17. marec 1926, Moskva, Sovjetska zveza (danes Rusija).

## Življenje
Brusilov je vojaško pot začel v enotah dragoncev v vojski Ruskega imperija. S to enoto je bil udeležen v rusko-turški vojni med letoma 1877 in 1878. 
Leta 1906 je postal poveljnik konjeniške divizije, ob izbruhu prve svetovne vojne pa je imel že čin konjeniškega generala od leta 1912 in je poveljeval 8. ruski armadi, s katero je igral pomembno vlogo pri zasedbi Galicije. 
Posebej se je v tej vojni izkazal leta 1916, ko je izumil nov postopek preboja frontne črte istočasno na več krajih (po njem se imenuje preboj Brusilova). V tem času je bil poveljnik vseh ruskih armad med rekami Pripet in Prut, njegove armade pa so ponovno zasedle velik del Galicije in celo Bukovino. Junija 1917 je zamenjal glavnega poveljnika ruske vojske, generala Mihaila Aleksejeva, vendar so ga zaradi raznih sumničenj tri mesece kasneje odstavili s tega položaja. Po boljševističnem prevzemu oblasti v novembru istega leta je bil Brusilov aretiran, vendar so ga kmalu izpustili. Leta 1920 je bil že imenovan za glavnega poveljnika Rdeče armade.
V Rdeči armadi je bil kasneje predsednik posebnega sveta pri poveljstvu oboroženih sil in inšpektor konjenice.